# USS Wayne E. Meyer (DDG-108)
USS Wayne E. Meyer (DDG-108) — ескадрений міноносець КРО типу «Арлі Берк» ВМС США, серії IIa з 127/62-мм АУ. П'ятдесят восьмий корабель цього типу в складі ВМС США, будівництво яких було схвалено Конгресом США..

## Назва
Корабель отримав назву на честь контрадмірала Вейна Е. Меєра, який знаний як батько американської корабельної багатофункціональної бойової інформаційно-керуючої системи (БІКС) «Іджіс».

## Будівництво
Контракт на будівництво був присуджений 9 вересня 2002 року з суднобудівною компанією Bath Iron Works в Баті, штат Мен. Закладено 18 травня 2007 року. 18 жовтня 2008 року відбулася церемонія хрещення. Хрещеною матір'ю Анна Травні Мейер, дружина адмірала Мейєра. На наступний день спущений на воду. Передано 10 липня 2009 року замовнику - ВМС США. Церемонія введення в експлуатацію відбулася 10 жовтня 2009 року в Філадельфії, штат Пенсільванія. 4 грудня прибув до свого порту приписки Сан-Дієго, штат Каліфорнія.

## Бойова служба
26 липня 2011 року залишив порт приписки Сан-Дієго для свого першого розгортання в складі ударної групи авіаносця USS «John C. Stennis» (CVN-74) в зоні відповідальності 5-го і 7-го флоту США, з якого повернувся 27 лютого 2012 року.
20 березня 2014 року залишив порт приписки для незалежного розгортання в західній частині Тихого океану, з якого повернувся 20 жовтня. 18 грудня суднобудівна компанія BAE Systems в Сан-Дієго отримала контракт вартістю 8,3 млн доларів для проведення модернізації, який  був завершений в червні 2015 року.
05 лютого 2015 прибув на корабельню в Сан-Дієго для проведення модернізації, після завершення якого 1 травня прибув до порту приписки. До кінця року проходив різні випробування.
До кінця 2016 року брав участь у узбережжя південної Каліфорнії в підготовці до майбутнього розгортання в складі ударної групи авіаносця USS «Carl Vinson» (CVN-70).
05 січня 2017 року залишив порт приписки Сан-Дієго для запланованого розгортання в західній частині Тихого океану в складі ударної групи авіаносця USS «Carl Vinson» (CVN-70). 3 лютого прибув із запланованим візитом на військово-морську базу Гуам. 18 лютого в складі ударної групи CVNSG розпочав патрулювання в Південно-Китайському морі. 15 березня прибув з візитом в порт Пусан, Південна Корея. 23 червня повернувся в порт приписки. 27 жовтня приєднався до ударної групи Carl Vinson Carrier Strike Group для підготовки до майбутнього розгортання, яке проходило біля узбережжя Південної Каліфорнії. 18 листопада біля узбережжя Сан-Дієго (в 40 милях від узбережжя Ла-Хойя) екіпаж корабля врятував трьох моряків із потопаючого моторного човна «IKENA» завдовжки 32 фути (приблизно 9,75 метра).
5 січня 2018 року залишив порт приписки Сан-Дієго для запланованого розгортання в західній частині Тихого океану в складі ударної групи Carl Vinson Strike Group (CVNSG). 21 лютого прибув із запланованим візитом в Кота-Кінабалу, Малайзія, після двотижневого патрулювання в Південно-Китайському морі. 5 березня прибув з чотириденним запланованим візитом в порт Дананг (В'єтнам), супроводжуючи атомний авіаносець USS «Carl Vinson» (CVN-70). 9 березня покинув порт Дананг.
28 серпня 2019 року есмінець пройшов в межах 12 мильної зони біля рифів Фірі Крос і Місчів, які контролюються КНР і є частиною архіпелагу Спратлі в Південно-Китайському морі. Американці таким чином намагалися показати, що не визнають територіальних претензій КНР в цій частині світового океану. Про це йдеться в повідомленні 7 флоту США, який базується в Японії.